# Herkra
Herkra is een historisch motorfietsmerk.
De bedrijfsnaam was: Herkra Hein Blume, Köln.
Dit was een Duitse firma die vanaf 1922 lichte motorfietsen met 141cc-tweetaktmotoren bouwde. In 1923 verdween het merk van de markt.